# فردی مونکور
فردی مونکور (انگلیسی: Freddy Moncur؛ زادهٔ ۸ سپتامبر ۱۹۹۶) بازیکن فوتبال اهل بریتانیا است.
از باشگاه‌هایی که در آن بازی کرده است می‌توان به باشگاه فوتبال لیتون اورینت و باشگاه فوتبال وینگیت و فینشلی اشاره کرد.